# فلاسا
فلاسا (به اسپانیایی: Flassá) یک منطقهٔ مسکونی در اسپانیا است که در ژیرونس واقع شده‌است. فلاسا ۶٫۵ کیلومتر مربع مساحت دارد.